# Leksand
För andra betydelser, se Leksand (olika betydelser).

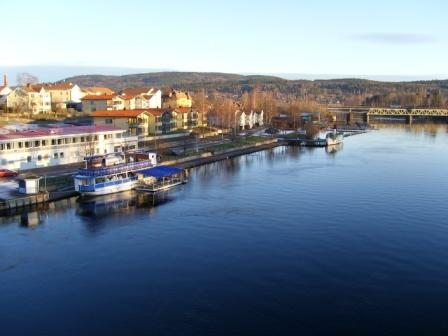
Vy från Leksandsbron.

Leksand (uttal (fil)) är en tätort i Dalarna samt centralort i Leksands kommun i Dalarnas län. Leksand är även kyrkby i Leksands socken.

## Etymologi
Namnet Leksand hör samman med kyrkuddens geografiska läge vid Österdalälvens utlopp ur Siljan. Förleden Lek kommer från sikens lek vid vattnet. Efterleden sand syftar på den sandiga stranden och grunda strandbotten.

## Historia
Orten Leksand har sitt ursprung dels i Leksands sockens gamla kyrkplats på kyrkudden, dels i byn Leksands-Noret. Kyrkudden har gamla anor som boplatsläge. En idag uterroderad stenåldersboplats har bland annat legat här. Under nuvarande kyrka påträffades vid utgrävningar på 1970-talet förutom en mängd tidigkristna gravar även vad som troligen var en brandgrav från tidigt 1000-tal. Nuvarande kyrkas äldsta delar härrör från sent 1100-tal. Förutom kyrka, prästgård fanns här kyrkvallen med kringliggande byars kyrkbodar och marknadsplats. Ett gästgiveri anlades på 1600-talet.
Några hundra meter öster om kyrkan, vid den gamla flottningsstället över Dalälven låg byn Noret. Den har ibland betraktats som kyrkby, men inget tyder dock på att kyrkans marker avsöndrats härifrån. Innan de östra delarna av byn förstördes i samband med en brand 1902 sträckte sig byn längre åt öster. Byn hade även ett eget gravfält som påträffades i samband med järnvägsbygget 1914. Byn omfattade på 1540-talet sju nomati, och 1668 åtta nomati. En flottbro över Dalälven uppfördes i Noret på 1600-talet. Under 1800-talet börjar Noret expandera som ett mindre centrum för handeln i omgivningen, byn blir även hamn för ångbåtstrafiken på på Siljan, och blir i slutet av 1800-talet ett centrum för dalaturismen. Leksand får järnvägsstation 1914. 
Bybebyggelsen låg ursprungligen längs Norsgatan, som då var landsvägen österut från kyrkan vidare mot Sågmyra och Falun. På 1840-talet tillkom Fiskgården som en separat bebyggelse längs vad som då bara var en bruksväg men senare kom att bli Fiskgatan. Senare under 1800-talet tillkom bebyggelse vid Hantverkargatan och vid Parkgatan, samt bebyggelse vid Rättviksvägen norrut från kyrkan. Vid Hagbacken uppstod en mindre bybebyggelse som först under 1900-talet växte samman med orten Leksand. 1904 inrättades Leksands-Norets municipalsamhälle.
Senare har även andra byar inkluderats i orten.

### Befolkningsutveckling
| Befolkningsutvecklingen i Leksand 1960–2020          | Befolkningsutvecklingen i Leksand 1960–2020 | Befolkningsutvecklingen i Leksand 1960–2020 | Befolkningsutvecklingen i Leksand 1960–2020 | Befolkningsutvecklingen i Leksand 1960–2020 |
| ---------------------------------------------------- | ------------------------------------------- | ------------------------------------------- | ------------------------------------------- | ------------------------------------------- |
|                                                      |                                             |                                             |                                             |                                             |
| År                                                   |                                             |                                             | Folkmängd                                   | Areal (ha)                                  |
| 1960                                                 | 1960                                        |                                             | 2 923                                       |                                             |
| 1965                                                 | 1965                                        |                                             | 3 873                                       |                                             |
| 1970                                                 | 1970                                        |                                             | 4 200                                       |                                             |
| 1975                                                 | 1975                                        |                                             | 4 410                                       |                                             |
| 1980                                                 | 1980                                        |                                             | 4 868                                       |                                             |
| 1990                                                 | 1990                                        |                                             | 5 505                                       | 723                                         |
| 1995                                                 | 1995                                        |                                             | 5 793                                       | 753                                         |
| 2000                                                 | 2000                                        |                                             | 5 720                                       | 754                                         |
| 2005                                                 | 2005                                        |                                             | 5 861                                       | 775                                         |
| 2010                                                 | 2010                                        |                                             | 5 934                                       | 779                                         |
| 2015                                                 | 2015                                        |                                             | 6 107                                       | 947                                         |
| 2020                                                 | 2020                                        |                                             | 6 402                                       | 948                                         |
| Anm.: Sammanvuxen med Tibble, Ullvi och Yttermo 1965 |                                             |                                             |                                             |                                             |

## Samhället
I Leksand ligger Leksands kyrka.

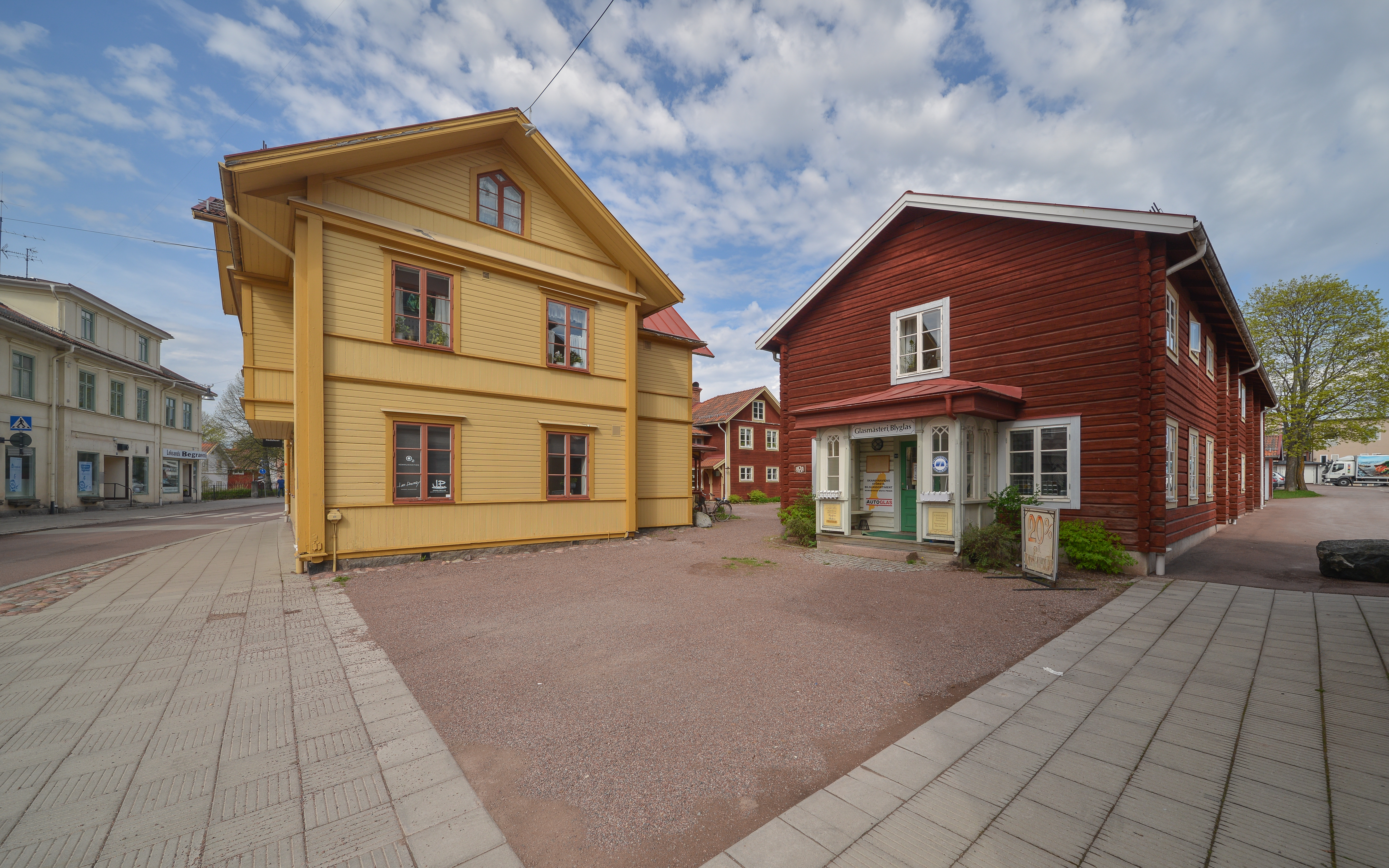
Bebyggelse i centrum med Norsgatan till vänster.

Orten är också känd för att ha den största majstångsresningen i Sverige. I Sammilsdal ("Gropen" i dagligt tal), en dödisgrop från istiden, kan det under majstångsresningen på midsommarafton samlas uppemot 30 000 människor. 
I Leksand finns även vattenlandet och nöjesparken Leksand Sommarland.
Centrumområdet utgörs av Leksands-Noret.

## Näringsliv
Leksand är delvis även känt för tillverkning av knäckebröd, detta trots att fabriken är placerad i samhället Häradsbygden, vilket ligger 4-5 km utanför Leksand. Företaget Leksands Knäckebröd gör också anspråk på symbolen Dalahästen, i tryck.

### Bankväsende
Leksand har en egen sparbank, Leksands sparbank, som grundades 1870 och alltjämt verkar som en fristående sparbank.
Kopparbergs enskilda bank öppnade ett kontor i Leksand på 1890-talet. År 1907 öppnade Dalarnes bank ett kontor i Leksand. Den uppgick redan året därpå i Bankaktiebolaget Stockholm-Öfre Norrland. Senare skulle båda bankerna uppgå i Göteborgs bank och Svenska Handelsbanken.
Nordea stängde sitt kontor i Leksand den 31 maj 2018. Därefter hade Länsförsäkringar bank och Handelsbanken kontor på orten jämte sparbanken.

## Idrott
I Leksand finns ishockeylaget Leksands IF. Leksand har även en klubb som spelar baseboll.

## Kända personer från Leksand
- Per-Olov Brasar, travtränare och kusk, f.d. ishockeyspelare
- Johan Hedberg, ishockeyspelare
- Stiko Per Larsson, musiker
- Lars-Erik Sjöberg, ishockeyspelare
- Erik Rapp, musiker
- Kristian Matsson, musiker
- David Renklint, författare